# Mary Millar
Mary Millar (Doncaster, 26 juli 1936 - Londen, 10 november 1998) was een Brits actrice en zangeres.
Millar begon haar carrière in 1962 in Lock up your daughters en ze zat in de oorspronkelijke opvoering van Andrew Lloyd Webbers The Phantom of the Opera. Ze speelde de rol van Madame Giry. In 1984 verving ze Judi Dench (bekend als M uit de latere Bondfilms) in de dramaserie Pack of Lies.
Maar Millar werd vooral bekend door haar rol als Rose, de zus van Hyacinth Bucket in de komische televisieserie Schone schijn (Keeping up appearances). Ze vertolkte de rol vanaf het tweede seizoen (1991-1995).
In november 1998 overleed ze op 62-jarige leeftijd aan eierstokkanker.

## Filmografie
- Keeping Up Appearances televisieserie - Rose nr. 2 (36 afl., 1991-1995)

- Bibliothèque nationale de France: cb142069616 (data)
- International Standard Name Identifier: 0000 0001 3223 0108
- MusicBrainz: 9552ee27-1f20-44a9-b951-274f06e85e48
- Virtual International Authority File: 31645855